# Klonazepam
Klonazepam (łac. clonazepamum) – organiczny związek chemiczny z grupy benzodiazepin, stosowany jako lek psychotropowy o silnym i długotrwałym działaniu przeciwdrgawkowym i przeciwlękowym. Profilem działania przypomina fenobarbital. Działa na struktury ośrodkowego układu nerwowego (OUN), głównie na układ limbiczny i podwzgórze (ułatwia przekaźnictwo GABA-ergiczne). Działanie objawia się silnym i długotrwałym efektem przeciwdrgawkowym. Jest jedną z najsilniejszych benzodiazepin, wykazuje silne powinowactwo do ośrodkowego receptora benzodiazepinowego. Klonazepam działa również przeciwlękowo, uspokajająco, umiarkowanie nasennie i zmniejsza napięcie mięśni szkieletowych. Wykazano także, że klonazepam zmniejsza aktywność serotoninergiczną neuronów, działając jako antagonista receptorów 5-HT1A.
Klonazepam dobrze się wchłania z przewodu pokarmowego. Całkowity czas jego działania wynosi powyżej 24 godzin. Później ulega on metabolizmowi w wątrobie do aminoklonazepamu o znikomo małej aktywności wobec receptora benzodiazepinowego. Maksymalna dawka dobowa (u dorosłych) wynosi 20 mg, jednak z uwagi na liczne zagrożenia związane z tym lekiem, należy stosować jak najmniejsze skuteczne dawki.
W Polsce dostępny jest wyłącznie jeden preparat zawierający klonazepam – Clonazepamum TZF (tabletki).

## Wskazania
Leczenie i zapobieganie napadom padaczki u dorosłych i u dzieci, także w leczeniu skojarzonym, somnambulizmu, w różnego typu formach wzmożonego napięcia mięśniowego, przełomy psychomotoryczne, tłumienie lęków, bezsenność oraz inne zaburzenia snu (szczególnie u chorych z organicznym uszkodzeniem OUN). Niekiedy także wspomagająco w neuralgiach oraz psychozach. Obecne wskazania rejestracyjne, z uwagi na znaczny potencjał uzależniający, dopuszczają stosowanie klonazepamu tylko do leczenia padaczek.

## Zagrożenia

### Przeciwwskazania
Długotrwałe stosowanie klonazepamu prowadzi do stopniowego osłabienia działania w wyniku rozwoju zjawiska tolerancji. Należy unikać długotrwałego podawania leku u osób w wieku podeszłym, ze względu na nasilenie działań niepożądanych w tej grupie wiekowej. Ze względu na możliwość interakcji z klonazepamem, inne leki (zwłaszcza te, które hamują działanie OUN) można stosować wyłącznie po uzgodnieniu z lekarzem. Bezwzględnie nie można łączyć klonazepamu z innymi benzodiazepinami, barbituranami oraz silnymi opioidami, ponieważ występuje wówczas wysokie ryzyko śmiertelnego zahamowania ośrodkowego układu nerwowego. Leku tego nie można również stosować u pacjentów, u których występuje nadwrażliwość na benzodiazepiny.
Z uwagi na znaczny potencjał uzależniający, nawet krótkotrwałe przyjmowanie leku może doprowadzić do uzależnienia psychofizycznego oraz wystąpienia zespołu odstawiennego w przypadku nagłego odstawienia. Stan ten charakteryzuje się agitacją (niepokojem psychoruchowym), drgawkami lub stanami padaczkowymi (stanowiącymi bezpośrednie zagrożenie życia), urojeniami, halucynacjami, depersonalizacją, wzmożoną drażliwością, bezsennością oraz obniżeniem nastroju. Objawy mogą utrzymywać się niekiedy nawet do kilku miesięcy. W niektórych przypadkach przewlekły zespół odstawienny może powstać ze względu na fizykochemiczne uszkodzenia neuronów, które mogą być stałe lub powoli odwracające się. W związku z powyższym, czas leczenia klonazepamem powinien być jak najkrótszy i nie powinien przekraczać kilku tygodni, włącznie z okresem stopniowego odstawiania leku.
Należy zachować ostrożność podczas podawania leku osobom z zaburzeniami czynności wątroby i nerek, z przewlekłymi chorobami dróg oddechowych i u pacjentów z uzależnieniem alkoholowym (alkohol wzmacnia działanie klonazepamu i może doprowadzić do wystąpienia reakcji paradoksalnych i upojenia patologicznego) oraz z zaburzeniami osobowości oraz świadomości. Poza tym, stosowanie klonazepamu nie jest wskazane przy następujących schorzeniach: zaburzenia oddychania (zwłaszcza ciężka niewydolność oddechowa), miastenia oraz jaskra z zamkniętym kątem przesączania. Ponieważ klonazepam przenika przez barierę krew-mózg oraz przez łożysko, nie powinno go się również stosować podczas ciąży oraz w okresie karmienia piersią, jednak dopuszcza się wyjątki, kiedy to podanie leku matce jest bezwzględnie konieczne.
Działanie klonazepamu może zostać osłabione lub zmienione przez palenie tytoniu, zażywanie produktów zawierających kofeinę oraz innych stymulantów. Dochodzi wówczas do osłabiania działania stymulantów przez stosowany jednocześnie klonazepam. Może dojść również do zmiany działania klonazepamu i wystąpienia specyficznych objawów paradoksalnych oraz innych objawów psychicznych. Zjawiska takie obserwowano nawet dla samej nikotyny, dlatego palenie tytoniu w trakcie kuracji klonazepamem nie jest zalecane.
Ponieważ klonazepam zaburza sprawność psychomotoryczną psychofizyczną, podczas jego stosowania, a także 3 dni po zakończeniu terapii, nie należy prowadzić pojazdów ani obsługiwać maszyn i urządzeń.

### Działania niepożądane
Działania niepożądane, które związane są bezpośrednio związane z ośrodkowym układem nerwowym (OUN) mogą pojawić się nawet podczas krótkotrwałego stosowania klonazepamu. Zwykle najczęściej występującymi są: somnolencja (patologiczną senność), ospałość, zaburzenia koordynacji ruchowej, zmiany zachowania, dezorientacja, pląsawica, diplopia (podwójne widzenie), oczopląs, zaburzenia mowy (np. dyzartria), bóle i zawroty głowy, hemipareza (niedowład połowiczy), jak również cały szereg zaburzeń psychicznych (m.in.: umiarkowana euforia, zaburzenia depresyjne, zaburzenia asocjacyjne (zaburzenia kojarzenia), labilność emocjonalna, bezsenność, omamy, zaburzenia libido oraz infantylność).
Działania niepożądane niezwiązane bezpośrednio z OUN pojawiają się zwykle w przypadku przewlekłego stosowania. Zaliczyć do nich można:
- Zaburzenia układu oddechowego – objawy zapalenia górnych dróg oddechowych, płytki oddech, ogólne osłabienie czynności oddechowych (dlatego u pacjentów przewlekłymi chorobami dróg oddechowych należy zachować szczególną ostrożność przy stosowaniu klonazepamu).
- Zaburzenia układu krążenia – palpitacje (kołatanie serca), hipotensja (znaczny spadek ciśnienia tętniczego), niedokrwistość (anemia), zmniejszenie liczby leukocytów (białych krwinek), małopłytkowość (zmniejszenie liczby trombocytów, czyli płytek krwi) z jednoczesną eozynofilią (zwiększenie liczby eozynofili).
- Zaburzenia skóry – wypadanie włosów lub nadmierne owłosienie, wysypki, obrzęki twarzy oraz stawów skokowych.
- Zaburzenia układu pokarmowego – zaburzenia apetytu (zwiększenie lub całkowity brak), powiększona wątroba, nalot na języku, owrzodzenia i bolesność dziąseł, zapalenie błony śluzowej żołądka, biegunka lub zaparcia, nudności.
- Zaburzenia układu moczowo-płciowego – dysuria (bolesne oddawanie moczu) lub inkontynencja (mimowolne oddawanie moczu, np. moczenie nocne).

### Przedawkowanie
W dużych dawkach klonazepam może spowodować tzw. deficyt lęku oraz niepamięć następczą po zmetabolizowaniu (jednak ze względu na stosunkowo niską rozpuszczalność w tłuszczach jej intensywność jest mniejsza niż w przypadku innych benzodiazepin). Poza tym, w wyniku przedawkowania mogą wystąpić następujące objawy: somnolencja (patologiczna senność), dezorientacja, zaburzenia mowy oraz utrata przytomności.
Postępowanie w przedawkowaniu sprowadza się do opróżnienia żołądka (wymioty lub płukanie) i do monitorowania podstawowych czynności życiowych (oddech, tętno, ciśnienie tętnicze). Specyficznym antidotum (jak w przypadku innych benzodiazepin) jest flumazenil.